# Сборная Гаити по футболу
Сборная Гаити по футболу (фр. Équipe d’Haïti de football) — национальная футбольная сборная, представляющая Гаити на международных матчах по футболу. Управляющая организация — Гаитянская федерация футбола. Победитель чемпионата наций КОНКАКАФ 1973. Выступала на чемпионате мира 1974 года, а в 2007 году одержала победу на Карибском кубке и автоматически прошла в финальную часть Золотого кубка КОНКАКАФ.

## Чемпионат мира
- 1930 — не участвовала
- 1934 — не прошла квалификацию
- 1938 — не участвовала
- 1950 — не участвовала
- 1954 — не прошла квалификацию
- 1958 — 1966 — не участвовала
- 1970 — не прошла квалификацию
- 1974 — 1 тур
- 1978 — 1986 — не прошла квалификацию
- 1990 — не участвовала
- 1994 — 2022 — не прошла квалификацию

## Чемпионат наций / Золотой кубок КОНКАКАФ
Чемпионат наций КОНКАКАФ
- 1963 — не прошла квалификацию
- 1965 — 6-е место
- 1967 — 5-е место
- 1969 — дисквалифицирована
- 1971 — 2-е место
- 1973 — чемпион
- 1977 — 2-е место
- 1981 — 6-е место
- 1985 — групповой этап
- 1989 — не участвовала

Золотой кубок КОНКАКАФ
- 1991 — не прошла квалификацию
- 1993 — не участвовала
- 1996 — не участвовала
- 1998 — отозвала заявку
- 2000 — групповой этап
- 2002 — 1/4 финала
- 2003 — не прошла квалификацию
- 2005 — не прошла квалификацию
- 2007 — групповой этап
- 2009 — 1/4 финала
- 2011 — не прошла квалификацию
- 2013 — групповой этап
- 2015 — 1/4 финала
- 2017 — не прошла квалификацию
- 2019 — 3-е место
- 2021 — групповой этап
- 2023 — групповой этап

## Кубок Америки
- 2016 — групповой этап

## Состав
Следующие игроки были вызваны в состав сборной главным тренером Жан-Жак Пьер для участия в матче Золотого кубка КОНКАКАФ 2021.
Игры и голы приведены по состоянию на 8 августа 2021 года:
|  | Вр  | Брайан Сильвестр      | 19 декабря 1992 (32 года) | 4  | 0  | Майами               |  |  |
|  | Вр  | Жосуэ Дюверже         | 27 апреля 2000 (25 лет)   | 3  | 0  | Витория Сетубал      |  |  |
|  | Вр  | Алан Жером            | 22 августа 2000 (24 года) | 0  | 0  | Свободный агент      |  |  |
|  |     |                       |                           |    |    |                      |  |  |
|  | Защ | Мешак Жером           | 21 апреля 1990 (35 лет)   | 74 | 3  | Эль-Пасо Локомотив   |  |  |
|  | Защ | Кевин Лафранс         | 13 января 1990 (35 лет)   | 43 | 5  | Докса Катокопиас     |  |  |
|  | Защ | Алекс Жуниор Кристиан | 5 декабря 1993 (31 год)   | 35 | 0  | Тараз                |  |  |
|  | Защ | Карленс Аркюс         | 28 июня 1996 (29 лет)     | 25 | 1  | Осер                 |  |  |
|  | Защ | Рикардо Аде           | 21 мая 1990 (35 лет)      | 24 | 2  | Мушук Руна           |  |  |
|  | Защ | Жем Жеффрар           | 26 августа 1994 (30 лет)  | 19 | 0  | Галифакс Уондерерс   |  |  |
|  | Защ | Стефан Ламбез         | 10 мая 1995 (30 лет)      | 16 | 1  | Кевийи Руан          |  |  |
|  | Защ | Мартен Эксперианс     | 9 марта 1999 (26 лет)     | 4  | 0  | Авранш               |  |  |
|  | Защ | Франсуа Дилюсс        | 13 апреля 1999 (26 лет)   | 1  | 0  | Нью-Инглэнд Революшн |  |  |
|  |     |                       |                           |    |    |                      |  |  |
|  | ПЗ  | Брайан Альсё          | 1 февраля 1996 (29 лет)   | 26 | 0  | Газ Метан Медиаш     |  |  |
|  | ПЗ  | Закари Эриво          | 1 февраля 1996 (29 лет)   | 17 | 0  | Бирмингем Легион     |  |  |
|  | ПЗ  | Левертон Пьер         | 9 марта 1998 (27 лет)     | 7  | 0  | Дюнкерк              |  |  |
|  | ПЗ  | Бику Биссент          | 15 марта 1999 (26 лет)    | 4  | 0  | Севан                |  |  |
|  | ПЗ  | Дютерсон Клерво       | 29 января 1999 (26 лет)   | 3  | 0  | Кавали               |  |  |
|  |     |                       |                           |    |    |                      |  |  |
|  | Нап | Дюкенс Назон          | 7 апреля 1994 (31 год)    | 47 | 26 | Кевийи Руан          |  |  |
|  | Нап | Деррик Этьенн         | 25 ноября 1996 (28 лет)   | 31 | 5  | Коламбус Крю         |  |  |
|  | Нап | Францди Пьерро        | 29 марта 1995 (30 лет)    | 22 | 14 | Генгам               |  |  |
|  | Нап | Карнежи Антуан        | 27 июля 1991 (33 года)    | 8  | 5  | Орлеан               |  |  |
|  | Нап | Рональдо Дамюс        | 12 сентября 1999 (25 лет) | 7  | 0  | Ориндж Каунти        |  |  |
|  | Нап | Роберто Луима         | 4 марта 1997 (28 лет)     | 4  | 0  | Виолетт              |  |  |

## Достижения
- Победитель чемпионата наций КОНКАКАФ: 1973
- Обладатель Карибского кубка: 2007

## Форма

### Домашняя
| КОНКАКАФ 2015 | КА-2016 | КОНКАКАФ 2019 | КОНКАКАФ 2021 | КОНКАКАФ 2023 |

### Гостевая
| КОНКАКАФ 2015 | КА-2016 | КОНКАКАФ 2019 | КОНКАКАФ 2021 | КОНКАКАФ 2023 |

### Резервная
| 2016 | КОНКАКАФ 2023 |

Источники:,